# Sportowe ratownictwo wodne na Światowych Wojskowych Igrzyskach Sportowych 2019 – ratowanie manekina w płetwach na 100 m mężczyzn
Ratowanie manekina w płetwach na 100 m mężczyzn – jedna z konkurencji sportowego ratownictwa wodnego rozgrywanych podczas Światowych Wojskowych Igrzysk Sportowych 2019 w chińskim Wuhan. 
Eliminacje i finał rozegrane zostały w dniu 21 października 2019 roku na pływalni Wuhan Five Rings Sports Center Natatorium. Złoty medal zdobył Niemiec Jan Malkowski, ustanawiając w finale nowy rekord Igrzysk wojskowych z czasem 44,37 s.

## Rekordy
Przed finałem Światowych Wojskowych Igrzyskach Sportowych 2019 obowiązywały następujące rekordy:
| Rekord świata             | Jan Malkowski  | 44,04 | Magdeburg | 22 maja 2019         |
| Rekord Igrzysk wojskowych | Paweł Karbanow | 45,93 | Wuhan     | 21 października 2019 |

## Terminarz
| Data                 | Godzina (UTC+8) | Wydarzenie             |
| -------------------- | --------------- | ---------------------- |
| 21 października 2019 | 9:50            | Wyścigi kwalifikacyjne |
| 21 października 2019 | 19:50           | Finał                  |

## Wyniki

### Kwalifikacje

#### Wyścig 1
| Poz. | Imię i nazwisko      | Narodowość | Tor | Reakcja | Wynik   | Uwagi | Kwal. |
| ---- | -------------------- | ---------- | --- | ------- | ------- | ----- | ----- |
| 1    | Amedeo Cesarano      | Włochy     | 5   | 0,73    | 49,80   |       | Q     |
| 2    | Niu Yujie            | Chiny      | 4   | 0,78    | 50,21   |       | Q     |
| 3    | Su Weijun            | Chiny      | 6   | 0,94    | 52,61   |       |       |
| 4    | Zachary Keith Zeiler | Kanada     | 2   | 0,79    | 54,10   |       |       |
| 5    | Linus Blomberg       | Szwecja    | 7   | 0,79    | 56,05   |       |       |
| 6    | Naeini Hosseinian    | Iran       | 3   | 0,76    | 58,25   |       |       |
| 7    | Mikeo Bravenboer     | Holandia   | 1   | 0,81    | 1:02,04 |       |       |

Źródło:

#### Wyścig 2
| Poz. | Imię i nazwisko          | Narodowość | Tor | Reakcja | Wynik | Uwagi | Kwal. |
| ---- | ------------------------ | ---------- | --- | ------- | ----- | ----- | ----- |
| 1    | Fabian Thorwesten        | Niemcy     | 4   | 0,66    | 47,24 |       | Q     |
| 2    | Claudemir Kirmes         | Brazylia   | 8   | 1,02    | 49,90 |       | Q     |
| 3    | Filipe Pereira           | Brazylia   | 1   | 0,85    | 50,58 |       | R     |
| 4    | Seyedamirmohammad Kazemi | Iran       | 6   | 0,80    | 50,63 |       | R     |
| 5    | Diego Giuglar            | Włochy     | 3   | 0,62    | 50,98 |       |       |
| 6    | Igor del Rio Aristti     | Hiszpania  | 2   | 0,85    | 51,63 |       |       |
| 7    | Herrera Escallon         | Kolumbia   | 5   | 1,08    | 52,90 |       |       |
| 8    | Glenn Garth Sindrev      | Kanada     | 7   | 1,08    | 59,25 |       |       |

Źródło:

#### Wyścig 3
| Poz. | Imię i nazwisko         | Narodowość | Tor | Reakcja | Wynik   | Uwagi | Kwal. |
| ---- | ----------------------- | ---------- | --- | ------- | ------- | ----- | ----- |
| 1    | Paweł Karbanow          | Rosja}     | 3   | 0,90    | 45,93   | CR    | Q     |
| 2    | Jan Malkowski           | Niemcy     | 4   | 0,81    | 47,78   |       | Q     |
| 3    | Nico Lenzlinger         | Szwajcaria | 6   | 0,81    | 50,26   |       | Q     |
| 4    | Cezary Kępa             | Polska     | 5   | 0,78    | 50,36   |       | Q     |
| 5    | Gonzalez Marcos Lobelle | Hiszpania  | 2   | 0,94    | 53,85   |       |       |
| 6    | Bjoern Manser           | Hiszpania  | 7   | 0,71    | 56,39   |       |       |
| 7    | Nick Alink              | Holandia   | 8   | 0,86    | 57,14   |       |       |
| 8    | Glenn Garth Sindrev     | Szwecja    |     | 0,79    | 1:03,57 |       |       |

Źródło:.

### Finał
| Poz.   | Imię i nazwisko   | Narodowość | Tor | Reakcja | Wynik | Uwagi |
| ------ | ----------------- | ---------- | --- | ------- | ----- | ----- |
| złoto  | Jan Malkowski     | Niemcy     | 3   | 0,80    | 44,37 | CR    |
| srebro | Paweł Karbanow    | Rosja      | 4   | 0,93    | 45,04 |       |
| brąz   | Fabian Thorwesten | Niemcy     | 5   | 0,66    | 46,85 |       |
| 4      | Niu Yujie         | Chiny      | 7   | 0,75    | 47,89 |       |
| 5      | Amedeo Cesarano   | Włochy     | 6   | 0,73    | 50,21 |       |
| 6      | Claudemir Kirmes  | Brazylia   | 2   | 1,02    | 50,22 |       |
| 7      | Nico Lenzlinger   | Szwajcaria | 1   | 0,80    | 50,31 |       |
| 8      | Cezary Kępa       | Polska     | 8   | 0,68    | 50,53 |       |

Źródło: